# Hemerodromia spiculata
Hemerodromia spiculata är en tvåvingeart som beskrevs av Adrian R.Plant och Sinclair 2008. Hemerodromia spiculata ingår i släktet Hemerodromia och familjen dansflugor.
Artens utbredningsområde är Fiji. Inga underarter finns listade i Catalogue of Life.